# Acta Científica Venezolana
Acta Científica Venezolana es una revista venezolana publicada por la Asociación Venezolana para el Avance de la Ciencia (AsoVAC). La revista circula desde el año de 1950, tiene como objetivo la publicación de estudios multidisciplinarios en áreas de Biología, Medicina, Biotecnología, Matemáticas, Física, Química, Computación entre otras ciencias, los mismos deben ser producto de investigaciones originales producidos por investigadores venezolanos sin menoscabo de considerar artículos de investigación provenientes de otros países.
La revista se edita semestralmente y presenta una distribución nacional e internacional. Se publican en ella artículos en los idiomas español y  portugués. Acta Científica Venezolana está incluida en los índices internacionales:  Agrícola, Biological Abstracts, Aquatic Sciences and Fisheries Abstracts (ASFA),  Compendex, International Nuclear Information System (I N I S Atomindex), Índice de Revistas Latinoamericanas en Ciencias (Periódica), Zoological Record.